# 尼登施泰因
尼登施泰因是德国黑森州的一个市镇。总面积30.61平方公里，总人口5252人，其中男性2661人，女性2591人（2011年12月31日），人口密度172人/平方公里。